# Canned Heat Blues
Canned Heat Blues ist ein von dem amerikanischen Delta-Blues-Musiker Tommy Johnson geschriebener und von ihm 1928 in Memphis (Tennessee) aufgenommener und 1929 bei Victor Records veröffentlichter „klassischer“ Bluessong. Der Canned Heat Blues wurde 2013 in die Blues Hall of Fame aufgenommen.

## Hintergrund

Dose mit Brennpaste (1922)

Der Songtitel, der so viel wie „eingedoste Hitze“ bedeutet, nimmt Bezug auf die Markenbezeichnung Sterno “Canned Heat”, unter der seit ca. 1915 in den USA eine in Blechdosen (cans) abgefüllte Brennpaste verkauft wird. Diese besteht im Wesentlichen aus geliertem Ethanol, dem zur Vergällung eine gewisse Menge Methanol zugefügt wurde. Die zum Betrieb von Kochern oder Rechauds bestimmte Paste wurde insbesondere zu Zeiten der Prohibition in den Vereinigten Staaten (1920–1933) und der Great Depression (1929–1941), aber auch noch lange danach bei der ärmeren Bevölkerung zur Gewinnung von billigem Schnaps-Ersatz verwendet. Unter Zuhilfenahme eines Tuchs oder einer Socke presste man aus dem zuvor erwärmten Gel die alkoholische Flüssigkeit (Squeeze), die dann meist mit Wasser verdünnt oder mit Obstsaft vermischt getrunken wurde. Das berauschende, vor allem durch seinen relativ hohen Methylalkohol-Anteil aber stark toxische Getränk führte in zahllosen Fällen zu schweren Nervenschäden wie Erblindung und – wie bald bekannt war – vielfach zum Tod. Entsprechendes gilt auch für das in der ersten Strophe des Songs erwähnte und ebenfalls als Spirituosensurrogat verwendete Alcorub (von »rubbing« alcohol, also Reinigungsalkohol = Isopropanol):

“Crying canned heat mama / sure Lord killing me
Takes alcorub / to take these canned heat blues.”

Tommy Johnsons Song, der als „eines der verheerendsten Suchtporträts aus der Perspektive des Süchtigen“ beschrieben wurde, spiegelt offenbar die persönlichen Erfahrungen des Komponisten und Sängers wider. Jedenfalls schrieb der US-amerikanische Blues-Musiker und -Forscher David Evans, dass Tommy Johnson Canned Heat nicht nur getrunken und gemocht habe; er habe es gelebt – wohl wissend, dass es ihn eines Tages umbringen würde.

## Cover-Versionen (Auswahl)
Seit 1956 sind bisher (2019) wenigstens 13 weitere Versionen des Canned Heat Blues (teilweise auch als Canned Heat) veröffentlicht worden, darunter die folgenden:
- K. C. Douglas auf Blues and a Guitar (Cook Records 5002; 1956).
- Canned Heat auf Hallelujah (Liberty LST-7618; 1969).[11]
- Houston Stackhouse auf Mississippi Delta Blues  Vol. 1 (Arhoolie Records ST 1041; 1969).
- John Henry „Bubba“ Brown auf The Legacy of Tommy Johnson (Saydisc SDM 224; 1972).
- Boogie Bill Webb auf Drinkin’ and Stinkin’ (Flying Fish FF 70506; 1989).
- Sean Costello auf WFRG Memorial CD of Rare & Unreleased Tracks (WFRG Radio; 2008).

## Namensgeber
Die 1965 gegründete amerikanische Bluesrockband Canned Heat benannte sich erklärtermaßen nach dem Song.